# Kellamäe
Kellamäe – wieś w Estonii, w prowincji Saare, w gminie Lääne-Saare. Pod koniec 2004 roku wieś zamieszkiwało 21 osób.